# 白必圖
若泽·罗伯托·伽马·德奥利维拉（葡萄牙語：José Roberto Gama de Oliveira；1964年2月16日—），绰号白必圖，前巴西足球國家隊成員，已退役，巴西足球傳奇巨星之一。當年身穿國家隊7號球衣，與身穿11號球衣的羅馬里奧合稱「夢幻組合」，為巴西奪取1994世界盃冠軍。他参加過1988年漢城奧運、1990年義大利世界盃、1994年美國世界盃（冠軍隊成員）、1996年阿特蘭大奧運及法國世界盃。白必圖在他職業球員生涯上從沒有射失過一球十二碼。於90年代捲入一宗恐龍頭骨化石失竊事件。

## 球會生涯
白必圖（Bebeto）原名若泽·罗伯托·伽马·德奥利维拉，1964年2月16日生於巴西東北部小城巴亞。1979年，年僅15歲的白必圖以當時巴西最高的轉會費來到法林明高俱樂部足球隊，與巴西球星薛高成為隊友。1983年，19歲的白必圖在巴西维多利亞開始足球生涯。1985年由與薛高的離去，白必圖成为法林明高足球隊主力。在巴西國内，白必圖先後效力法林明高、華斯高等隊。
1992年，白必圖登陸伊比利亞半島加盟了拉科鲁尼亞，並在那裏效力4個賽季。在拉科鲁尼亞效力期間，白必圖曾以29球在1992/93赛季奪取西甲最佳射手，不過，他的最大遺憾是1993/94賽季，拉科鲁尼亞在最后一輪只要取勝就可奪取聯賽冠軍，但久基奇射失十二碼，拉科鲁尼亞無奈战平華倫西亞，拉科鲁尼亞也將冠軍拱手送给了巴塞。1995年，與队友合作，使拉科鲁尼亞隊獲得西班牙國王杯和西班牙超级杯。1995/96赛季，白必圖在代表拉科鲁尼亚对阵阿爾巴塞特足球會的比赛中，在比賽開賽3分钟就完成帽子戏法，創下西甲歷史上最快達成帽子戲法的速度。
1996年，白必圖回到巴西加盟了法林明高，從此開始了漂泊的生活。1997年一年時間裏，白必圖先後在西班牙西維爾、巴西克鲁塞罗和巴西维多利亞效力過。在其職業生涯後期，白必圖還效力過巴西博塔弗戈、墨西哥托罗斯内萨、日本鹿島鹿角等隊，最終在奔赴沙特伊蒂哈德短暫淘金後，於2002年正式退役。

## 國家隊生涯
1983年，白必圖入選巴西國青隊参加了墨西哥世青賽。在该届世青赛上，巴西獲得了最後的冠軍。儘管白必圖在决賽中只替補登場了不到10分鐘，但由於其在場上表現出的巨大潛質，他還是與雲巴士頓、普罗塔索夫等一起被國際足聯技術和統計委員會評為當屆世青賽“六大希望之星”。
1985年4月28日巴西敗給秘魯0-1，白必圖為巴西國家隊第一次上陣。
1988年，入選巴西奥林匹克足球隊，與队友合作，為巴西隊獲得漢城奥運會足球亞軍。
1989年，參加了美洲國家盃，5月10日，巴西戰勝秘魯4-1賽事中，白必圖連中三元。最終巴西隊獲得當屆美洲杯足球賽冠軍。
1994年世界杯是白必圖職業生涯最輝煌的經歷。在1994年世界杯上，白必圖攻入了3球。當年身穿國家隊7號球衣，與身穿11號球衣的羅馬里奧合組了「夢幻組合」，他與羅馬里奥之間的默契配合讓人稱讚。白必圖的3個入球有2個來自羅馬里奥的助攻，而白必圖同樣给羅馬里奥回報了2次助攻。他與羅馬里奥組成的前锋線，是森巴軍團能夠奪冠的最大保證。1994世界盃八強戰，巴西對荷蘭前數晚，白必圖妻子為他生了第三個孩子。白必圖在比賽中射入一球，隨即跑到邊線以抱孩子動作慶祝入球，隨後跟上的马齐尼奥及羅馬里奧也跑到他身邊模仿一樣的姿勢，這三人抱小孩的一幕成為世界杯史上最經典的進球慶祝之一。最終巴西奪取了1994世界盃冠軍。
1996奥運會白必圖夥拍朗拿度的巴西，因攻擊潛力太強猛，成為它國家隊的憂患，因而散播兩人不和的傳言（事後二人再拍擋是1998年法國世界盃）。巴西隊在1996奥運會四強戰在2-0領先情況下以戰敗。憤怒的白必圖在季軍戰毫不留情地對葡萄牙大演帽子戲法。巴西隊亦擊敗由鋼門拜亞所率領的葡萄牙5-1。
1998年，白必圖第3次隨巴西参加了世界杯，這一次他再次攻入3球。只可惜，巴西在决賽中輸給了東道主法國，未能衛冕冠軍。世界杯结束後，白必圖退出了國家隊。在他為巴西参加的 75場比赛中，白必圖一共攻入了39球。

## 技術特點
他的入球大多是用腳踢進球門的，很少用頭球破網。

## 退役後工作
白必圖在2011年當選里約熱內盧州議員。2012年2月16日，2014年巴西世界盃足球賽組委會宣佈，白必圖應邀加盟，成為組委會董事會一員。

## 家庭
1994年美國世界盃，白必圖在八強賽中對荷蘭入球後，做出的抱兒子慶祝動作成為當屆賽事的經典場面，如今那個叫Matheus的嬰兒已經長大成人，並且曾入選巴西U20國家隊。目前（2015年）Matheus跟父親白必圖一樣，效力於巴甲球隊法林明高。

## 個人榮譽
- 1988年：奧運會亞軍
- 1989年：南美足球先生
- 1989年：美洲國家盃冠軍
- 1989年：美洲國家盃神射手 (6球)
- 1993年：西班牙聯賽神射手 (29球)
- 1994年：世界盃冠軍
- 1996年：奧運會季軍
- 1998年：世界盃亞軍

## 世界盃出場紀录
- 1990年：1場0球
- 1994年：7場3球
- 1998年：7場3球